# Seleneto de cobalto(II)
O seleneto de cobalto(II) é um composto inorgânico de fórmula química CoSe, composto por cobalto e selênio. Apresenta-se como cristais negros com estrutura cristalina hexagonal e possui uma densidade de 7,65 g/cm³. Este composto é conhecido por sua estabilidade térmica, com ponto de fusão a 1055 °C.
O cobalto é um metal de transição, de número atômico 27, conhecido por suas propriedades ferromagnéticas e alta resistência ao calor e à corrosão. Essas características tornam o cobalto valioso na composição de ligas metálicas especiais e em aplicações industriais diversas.
Embora as aplicações específicas do seleneto de cobalto(II) não sejam amplamente documentadas, compostos de cobalto e selênio são de interesse em áreas como materiais semicondutores, catálise e estudos de propriedades magnéticas. A combinação desses elementos pode resultar em materiais com características únicas, úteis em dispositivos eletrônicos e outras tecnologias avançadas.
A manipulação de compostos contendo cobalto requer cuidados, pois a exposição excessiva pode ser prejudicial à saúde. É essencial seguir protocolos de segurança ao lidar com esses materiais, incluindo o uso de equipamentos de proteção individual e a garantia de ventilação adequada nos ambientes de trabalho.

Para informações mais detalhadas sobre as propriedades e aplicações do seleneto de cobalto(II), recomenda-se consultar fontes especializadas em química inorgânica e materiais avançados.